# Hans Stögner
Hans Stögner (* 23. Dezember 1876 in Ischl, Oberösterreich; † 28. Juni 1962 ebenda) war ein österreichischer Politiker der Christlichsozialen Partei (CSP).

## Ausbildung und Beruf
Nach dem Besuch der Volksschule ging er an ein Gymnasium und promovierte im Studium der Geschichte und Geographie an der Universität Wien. Im Jahr 1911 wurde er Professor am Gymnasium in Horn. Später wurde er Rektor des Bundesgymnasialkonviktes. Im Jahr 1937 wurde er pensioniert.

## Politische Funktionen
- 1924–1934: Mitglied des Gemeinderates von Horn

## Politische Mandate
- 2. Dezember 1930 bis 2. Mai 1934: Abgeordneter zum Nationalrat (IV. Gesetzgebungsperiode), CSP